# A Pain That I'm Used To
Singles de Depeche Mode
Precious
(2005) Suffer Well
(2006)
Pistes de Playing the Angel
John the Revelator
(2)
A Pain That I'm Used To est un single du groupe Depeche Mode. Il s'agit de la première piste  de l'album Playing the Angel, du deuxième single extrait de celui-ci et du quarante-deuxième single du groupe. Le single est sorti le 12 décembre 2005 par le label discographique Mute Records. Il est remixé par d'autres artistes du label Mute comme Goldfrapp, et Jacques Lu Cont. Il est également édité en deux versions radio ; la première est légèrement éditée par rapport à la version originale, tandis que la seconde est totalement différente avec une instrumentation plus importante.
Le single est commercialisé sous format CD au Royaume-Uni, et atteint la 15e place des classements musicaux. Il n'est cependant paru qu'en téléchargement pour l'audience américaine, et débute à la 45e place du Hot Dance Music/Club Play le 14 janvier 2006. Il est utilisé dans un épisode de la série télévisée Bones intitulé Two Bodies in the Lab. Il est également utilisé dans la bande-annonce du film L'Apprenti sorcier.

## Classements
| Classement (2005-06)                          | Meilleure position |
| --------------------------------------------- | ------------------ |
| Ö3 Austria Top 40                             | 24                 |
| Danish Singles Chart                          | 3                  |
| Finnish Singles Chart                         | 15                 |
| Syndicat National de l'Édition Phonographique | 96                 |
| Media Control Charts                          | 11                 |
| Mahasz                                        | 1                  |
| Italian Singles Chart                         | 2                  |
| Dutch Top 40                                  | 27                 |
| Polish Singles Chart                          | 1                  |
| Spanish Singles Chart                         | 1                  |
| Swedish Singles Chart                         | 13                 |
| Swiss Music Charts                            | 23                 |
| Royaume-Uni (UK Singles Chart)                | 15                 |
| US Hot Dance Club Play                        | 6                  |